# Natalie Glebova

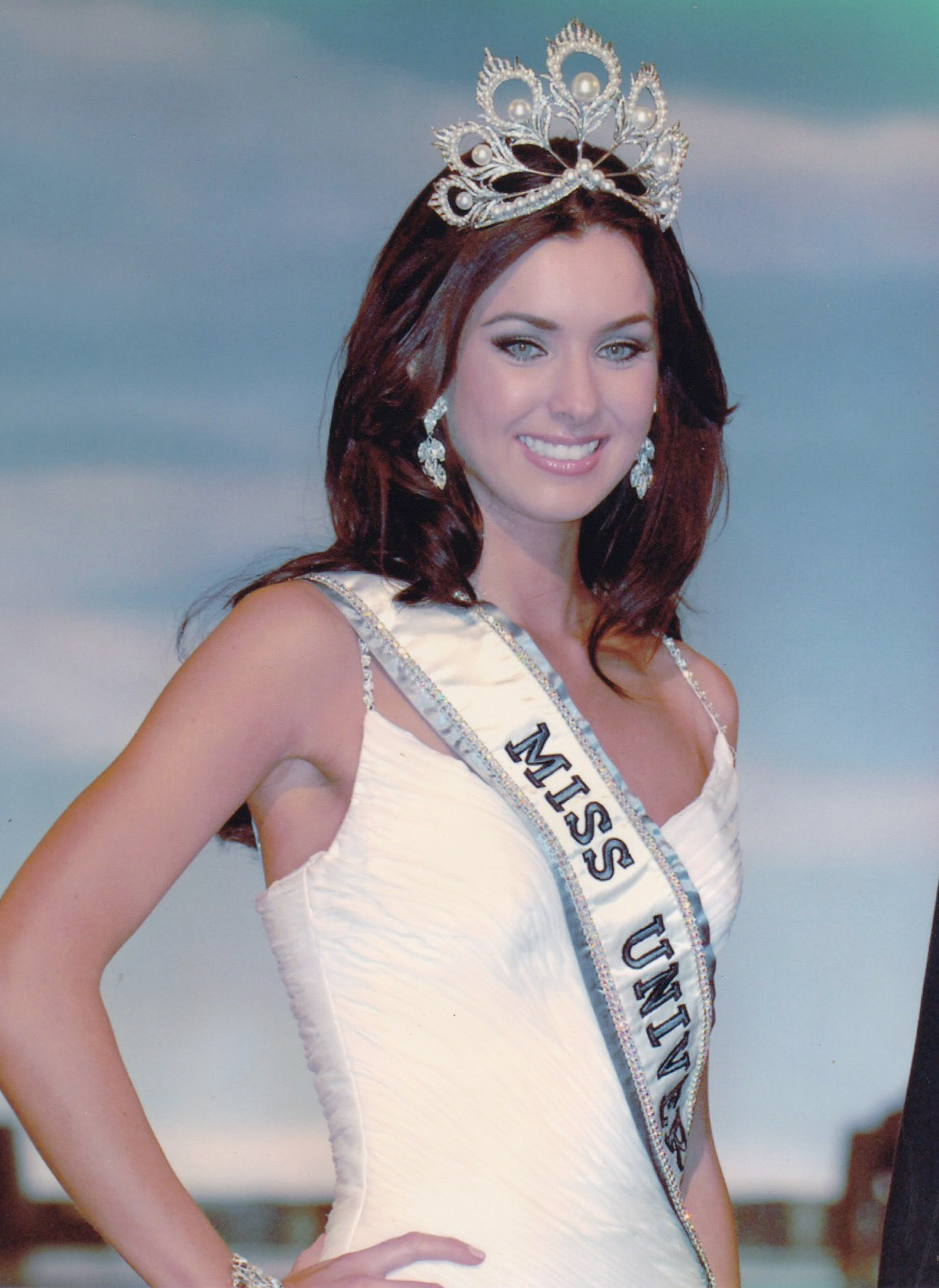
Natalie Glebova

Natalie Glebova (n. 11 noiembrie 1981) este un fotomodel canadian originar din Rusia. Ea a fost aleasă în anul 2005 Miss Universe.